# جيمس ميرسير
جيمس ميرسير (بالإنجليزية: James Mercer)‏ هو سياسي أسترالي، ولد في 1842، وتوفي في 4 نوفمبر 1925. حزبياً، نشط في حزب العمال الأسترالي. وقد انتخب عضو الجمعية التشريعية نيو ساوث ويلز.